# Nyamko Sabuni
Nyamko Ana Sabuni (Bujumbura, 31 marzo 1969) è una politica svedese di nascita burundese, ministro per l'uguaglianza di genere dal 2006 al 2013.
Membro del Partito Popolare Liberale, è stata deputata al Riksdag (il Parlamento svedese) dal 2002 al 2006, fa parte della direzione del suo partito dal 2004. Dal 2006 al 2010 è stata anche ministro dell'Integrazione, oltre che per l'uguaglianza di genere.  
Nel giugno 2019 è diventata il primo leader di partito al parlamento svedese proveniente da una minoranza etnica e il primo leader di partito rifugiato nel paese. Nell'aprile 2022 si è dimessa.

## Biografia
Nyamko Sabuni è nata a Bujumbura in Burundi dove suo padre, attivista politico socialista dello Zaire viveva in esilio. La famiglia ottenne asilo politico in Svezia nel 1981 e Sabuni è cresciuta a Kungsängen, a nord di Stoccolma. Ha studiato giurisprudenza all'Università di Uppsala, politica delle migrazioni all'Università Mälardalen a Eskilstuna, e informazione e mezzi di comunicazione alla Berghs School of Communication di Stoccolma.
La madre di Sabuni è musulmana e il padre è cristiano. Sabuni si dichiara non religiosa.

## Carriera politica

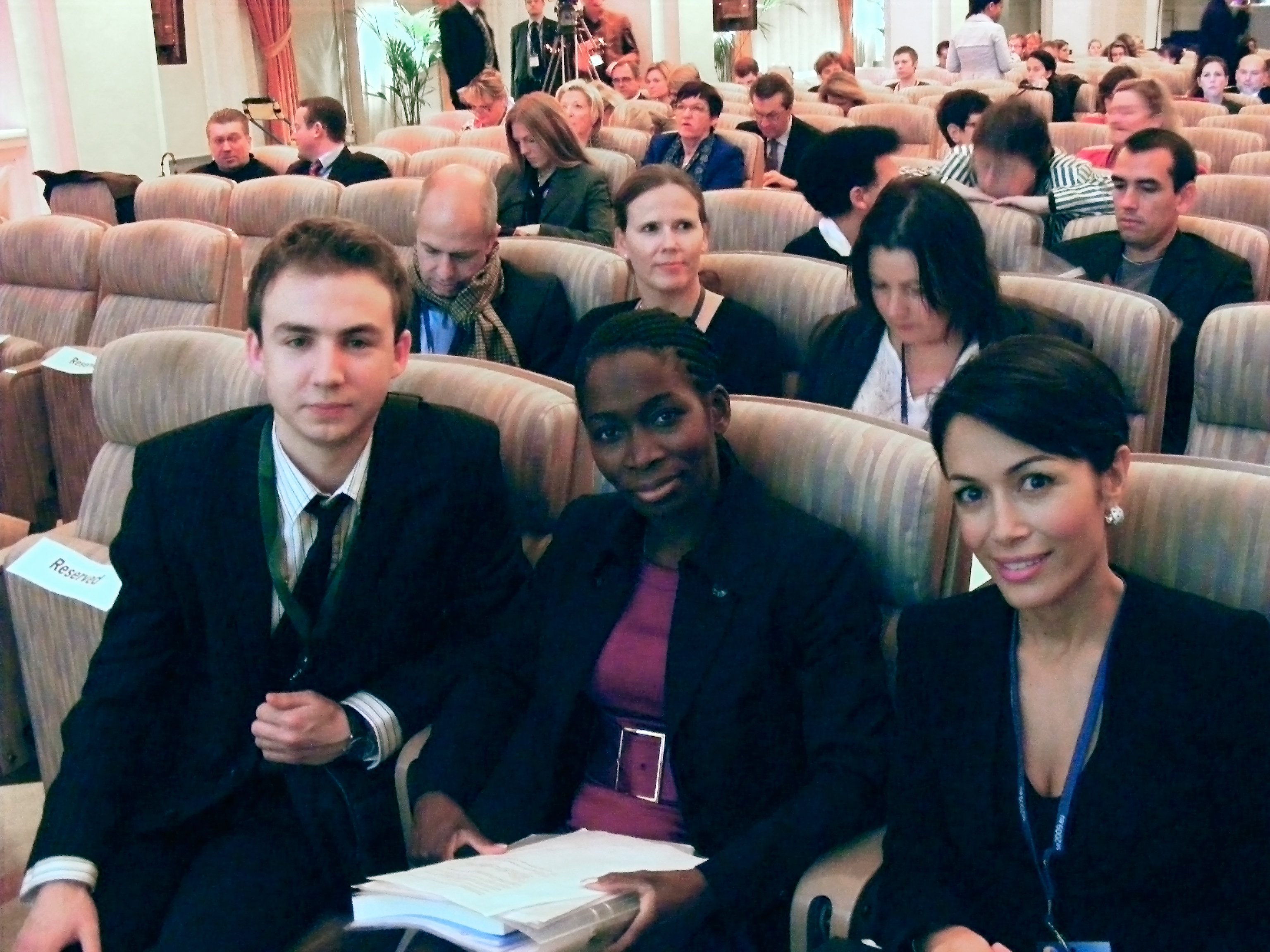
Paweł Rogaliński, Nyamko Sabuni e Mara Carfagna durante il terzo summit sull'eguaglianza a Stoccolma nel settembre 2009

Sabuni è stata membro della direzione della Gioventù Liberale svedese dal 1996 al 1998. Ha citato il caso dell'assassinio del rifugiato politico ivoriano Gerard Gbeyo compiuto da uno skinhead svedese nella città di Klippan, nel 1995, come una delle ragioni che l'hanno spinta ad entrare in politica.
In una lettera-articolo pubblicata dal giornale svedese Expressen il 17 luglio 2006, Sabuni richiese esami ginecologici obbligatori per tutte le studentesse, per impedire le mutilazioni genitali, come l'infibulazione e altre circoncisioni femminili. Ha anche proposto l'introduzione nel codice penale svedese del reato specifico di delitto d'onore.
Il 6 ottobre 2006 la nuova coalizione che è emersa dalle elezioni annunciò la nomina di Sabuni al nuovo Ministero per l'Integrazione e le Pari Opportunità. Fu la prima persona di origini africane a essere nominata ministro in un governo svedese. Nel 2010 lasciò l'incarico di ministro dell'Integrazione, ma mantenne quello di ministro delle Pari Opportunità fino al 2013.

### 2019–2022: leader del partito
Sabuni è stata eletta leader del partito dei liberali nel giugno 2019.
L'8 aprile 2022, Sabuni si è dimessa da leader del partito a seguito di una controversia derivante dalla sua dichiarazione secondo cui sarebbe fuggita dalla Svezia in Norvegia se la Svezia fosse mai stata invasa. Lo stesso giorno è stata sostituita da Johan Pehrson.

## Vita privata
È stata sposata dal 2004 al 2012 e dal matrimonio ha avuto due gemelli, Joel e Michee.